# Боль, Йохен
Йохен Боль (род. 19 апреля 1950, Люденшайд, Северный Рейн-Вестфалия) — лютеранский теолог, с 2004 года епископ Евангелическо-лютеранской земельной церкви Саксонии. с октября 2009 года член Совета ЕЦГ, с 9 ноября 2010 года — заместитель председателя совета ЕЦГ.

## Биография
После изучения протестантской теологии в духовной семинарии в Вуппертале, а также в университетах Марбурга и Бохума (1968—1974), Боль сдал экзамены в Билефельде (Евангелическая церковь Вестфалии). С 1974 по 1976 год был викарием в Люденшайде и 1977 году ординирован . С 1978 по 1986 год Боль был приходским священником в церковном округе Южный Дортмунд, а затем стал руководителем молодёжного евангелического бюро Саара. В 1993 году избран заместителем председателя Саараских зелёных.
В 1995 году Боль стал руководителем диаконической службы Евангелическо-лютеранской церкви Саксонии. 26 июня 2004 года избран председательствующим служителем Евангелическо-лютеранской церкви Саксонии с кафедрой в Кройцкирхе (Дрезден). Будучи земельным епископом по поручению председателя Объединённой евангелическо-лютеранской церкви Германии Ханса-Христиана Кнута провёл освящение восстановленной Фрауэнкирхе. На синоде в Ульме в 2009 году избран в совет ЕЦГ.
Уже с 1980 года Боль активно занимался деятельностью по примирению с народами Польши и Израиля. Ещё до воссоединения Германии стал налаживать связи с лютеранскими приходами ГДР. 9 февраля 2014 года в кафедральном соборе Святых Петра и Павла в Москве подписал с епископом Дитрихом Брауэром договор о партнёрских отношениях между Церковью Саксонии и ЕЛЦЕР.
Йохен Боль женат, имеет трёх сыновей.